# Hyperwithius annamensis
Hyperwithius annamensis es una especie de arácnido del orden Pseudoscorpionida de la familia Withiidae.

## Distribución geográfica
Se encuentra en Vietnam.